# Vepricardium multispinosum
Vepricardium multispinosum is een tweekleppigensoort uit de familie van de Cardiidae. De wetenschappelijke naam van de soort werd in 1839 voor het eerst geldig gepubliceerd door George Brettingham Sowerby II.